# 弗朗科·巴蒂亞托
弗朗西斯·"弗朗科"·巴蒂亞托（義大利語：Francesco "Franco" Battiato，1945年3月23日—2021年5月18日），是一名意大利創作歌手、作曲者、電影製片人，他還曾以化名蘇潘·巴爾扎尼（Süphan Barzani）的身份擔任畫家。
巴蒂亞托的歌曲具有神秘主義、哲學和宗教的主題，其音樂風格多樣，如實驗流行音樂、電子音樂、前衛搖滾和新浪潮。
幾十年來，他一直是意大利最受歡迎的詞曲創作人之一，綽號為“Il Maestro”（“大師”或“老師”）。2003年獲頒義大利文化藝術功績金獎，2004年被授予意大利共和國功績勳章
巴蒂亞托於2021年5月18日在意大利米洛因神經退化性疾病逝世，享壽76歲。

## 外部連結
- 官方网站
- Radio BattiatoHispano, the first radio dedicated to Battiato and to his vast collaborations
- www.battiatoweb.com BattiatoWeb, unofficial Spanish website
- Franco Battiato on Europopmusic.eu （页面存档备份，存于） （英語）
- Franco Battiato discography (Music City)
- 弗朗科·巴蒂亞托的Discogs页面 （英文）